# Scheibenwischer-Effekt
Als Scheibenwischer-Effekt (engl. wind shield wiper effect) bezeichnet man in der Orthopädie und Unfallchirurgie ein Phänomen, das nach der Rekonstruktion eines gerissenen Kreuzbandes (Kreuzbandriss) zu einer Instabilität des Kniegelenkes führen kann. Der Scheibenwischer-Effekt bewirkt eine Aufweitung des Bohrkanals, in dem sich das Transplantat der Kreuzbandplastik befindet. Er ist eng verwandt mit dem Bungee-Effekt.

## Beschreibung

Schematische Darstellung der Bewegung des Transplantates beim Scheibenwischer-Effekt.

Relativbewegungen zwischen dem Transplantat und dem Bohrkanal, in dem sich das Transplantat befindet, können zur Aufweitung des Bohrkanals führen. Beim Scheibenwischereffekt findet eine wedelnde Querbewegung des Transplantates bei der Bewegung des Knies statt. Dieser Effekt tritt im Wesentlichen bei der Verwendung von Patellasehnen-Transplantaten in der BTB-Technik (BTB = bone-tendon-bone, Knochen-Sehne-Knochen) in der Ausführung single incision auf. Bei dieser Ausführung liegt der tibiale (der am Schienbein fixierte) Knochenblock etwa 20 mm tief im tibialen Bohrkanal und hat dort einen relativ hohen Spielraum im Bohrkanal. Dies ermöglicht transversale Bewegungen des Transplantates, die zu einer Aufweitung des Bohrkanals führen. Der Scheibenwischer-Effekt führt vor allem im Bohrkanal des Schienbeins zu Tunnelweitungen und so zu einer erhöhten Restinstabilität im Knie. Im Extremfall kann ein Transplantatversagen die Folge sein. Der Scheibenwischer-Effekt kann radiologisch sichtbar gemacht werden. So ist die Bohrkanalaufweitung beispielsweise im Röntgenbild gut zu erkennen.
Die Ähnlichkeit der Bewegungsrichtung des Transplantates mit der eines Scheibenwischers gab dem Scheibenwischer-Effekt seinen Namen. Der Effekt wurde erstmals 1997 von J. C. L'Insalata und Kollegen beschrieben.

## Vermeidung des Scheibenwischer-Effektes
Eine gelenknahe Fixierung der Transplantate ist eine Maßnahme zur Verhinderung des Scheibenwischer-Effektes.

## Weiterführende Literatur
- J. Lützner und M. Bottesi: Rekonstruktion des vorderen Kreuzbandes. In: Trauma und Berufskrankheit 11, 2009, S. 136–139. doi:10.1007/s10039-008-1469-7
- M. Schuh: Die ambulante arthroskopisch-assistierte Rekonstruktion des vorderen Kreuzbandes mit einem freien Patellarsehnentransplantat. Dissertation, Friedrich-Schiller-Universität Jena, 2005
- H. H. Paessler und D. S. Mastrokalos: Anterior cruciate ligament reconstruction using semitendinosus and gracilis tendons, bone patellar tendon, or quadriceps tendon-graft with press-fit fixation without hardware. A new and innovative procedure. In: Orthop Clin North Am 34, 2003, S. 49–64. PMID 12735201 (Review)